# Sarah Trimmer
Sarah Trimmer (ur. 6 stycznia 1741 w Ipswich, Anglia zm. 15 grudnia 1810 w Brentford) – brytyjska pisarka oraz krytyk osiemnastowiecznej literatury dziecięcej. 
Była twórcą czasopisma „The Guardian of Education”, które w znacznej mierze przyczyniło się do powstania nowego gatunku literackiego jakim była literatura dziecięca. Trimmer stworzyła również pierwszy zarys historii literatury dziecięcej oraz opracowała kanon tego gatunku, który krytycy stosują do dzisiaj. Jest autorką powieści „Fabulous Histories”, która dała początek wielu innym książkom dla dzieci, w których zwierzęta występują w roli głównych bohaterów. 
Trimmer była również znanym filantropem. Założyła wiele szkółek niedzielnych oraz tzw. „szkółek charytatywnych” w swojej parafii. Opracowała podręczniki i materiały do nauczania przeznaczone dla kobiet, które chciałyby otworzyć tego rodzaju szkołę. Działania Sarahy Trimmer spowodowały, iż wiele kobiet zaangażowało się w działania filantropijne, co przyczyniło się do powstawania nowych szkół, oraz rozwoju literatury dla dzieci i tych z biednych domów. 
Sarah Trimmer, należąca do Kościoła anglikańskiego, propagowała zasady chrześcijaństwa wśród dzieci i biedoty. Była też zdecydowaną zwolenniczką istniejącego systemu społecznego i politycznego. W swych pismach wykazywała dodatnie strony podziału społecznego dowodząc, iż każda klasa społeczna powinna pozostać w wyznaczonej jej przez Boga miejscu. 

## Życie
Trimmer urodziła się 6 stycznia 1741 roku jako córka Johna Joshua Kirby oraz Sarah Bell. Jej ojciec był uznanym artystą i piastował stanowisko prezesa Towarzystwa Artystów. W roku 1755, ojciec, który napisał kilka ważnych prac na temat perspektywy, otrzymał stanowisko prywatnego nauczyciela perspektywy księcia Walii (przyszłego króla Anglii Jerzego III) i z tego powodu cała rodzina przeniosła się do Londynu.
Dzięki szerokim znajomościom ojca w gronie artystycznym, Trimmer miała okazję osobiście poznać malarzy Williama Hogartha i Thomasa Gainsborough oraz pisarza i krytyka literackiego Samuela Johnsona. W roku 1759 ojciec Sarah objął stanowisko Clerk of the Works to the Royal Household w Pałacu Kew i rodzina przeniosła się do Kew. Tam Sarah poznała Jamesa Trimmera, za którego wyszła za mąż 21 września 1762. Później para przeniosła się do Old Brentford.
Mieli 12 dzieci, 6 chłopców i 6 dziewczynek. Sarah była odpowiedzialna za edukację swoich dzieci. Zainspirowana działalnością Roberta Raikesa, Trimmer zaangażowała się w ruch szkółek niedzielnych i w roku 1786 otworzyła pierwszą tego rodzaju instytucję w Old Brentford. Wraz z Charlesem Sturgess oraz Charlesem Coates, otworzyli kilka szkół dla dzieci z biednych rodzin z okolic. Zgłosiło się 500 chłopców i dziewczynek. Ponieważ liczba ta znacznie przekroczyła oczekiwania i możliwości szkoły, zdecydowano iż tylko jedno dziecko z danej rodziny może chodzić do szkoły i musi mieć ukończone pięć lat. Ostatecznie otworzono trzy szkoły, jedną dla starszych chłopców, jedną dla młodszych i jedną dla dziewcząt. Chociaż w tamtych czasach byli już zwolennicy szkół koedukacyjnych, jak na przykład Mary Wollstonecraft, Trimmer była zwolenniczką szkół osobnych dla dziewcząt i chłopców. Dzieci uczono czytać, głównie z pomocą Biblii. Uczono je również zasad czystości. Szkoły Trimmer były tak znane, że nawet sam Raikes polecał je tym, którzy nosili się z zamiarem otwarcia takiej szkoły. Sama królowa Charlotta zasięgała rad u Trimmer, kiedy otwierała podobną szkołę w Windsorze.

## Bajki
Sarah Trimmer jest dzisiaj znana z tego, iż potępiała bajki, głównie Charles’a Perraulta Histoires ou contes du temps passé (wydane w 1697). Uważała, iż bajki te rozpowszechniają irracjonalny pogląd na świat i sugerują, iż dzieci mogą zbyt łatwo odnieść w nim sukces (innymi słowy, nie musząc wcale pracować). 

## Prace
- The Guardian of Education
- A Comment on Dr. Watts’s Divine Songs for Children, with questions, etc.
- An Abridgment of Scripture History; consisting of lessons selected from the Old Testament
- An attempt to familiarize the Catechism
- A Concise History of England, comprised in a set of easy lessons
- Help to the unlearned in the study of the Holy Scriptures: being an attempt to explain the Bible in a familiar way
- Oeconomy of charity; or, an address to ladies
- Die Rothkehlchen. Ein Buch für Kind und Kindes-Sinn.